# Kellerwalder Achat

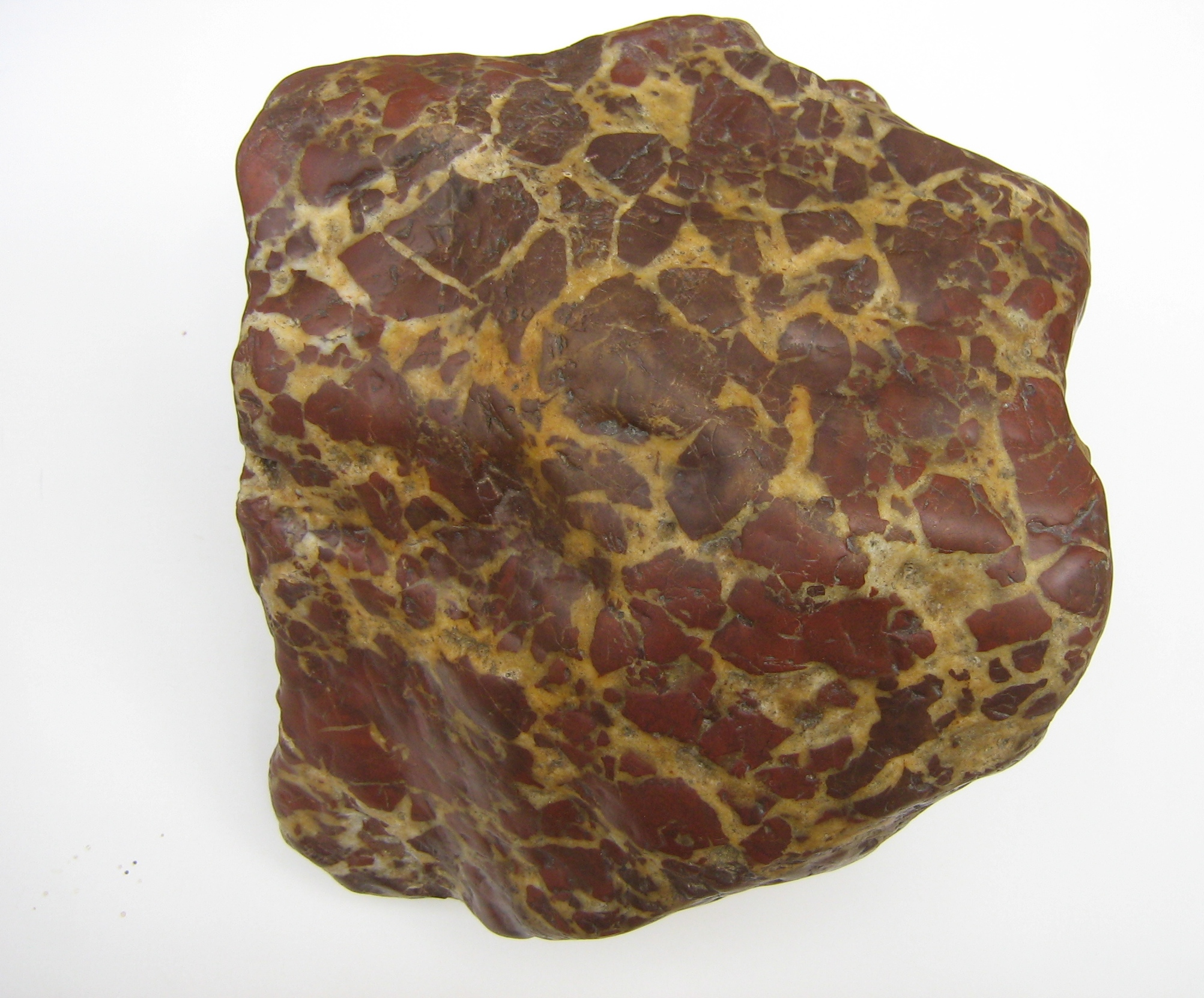
Kellerwalder Achat

Kellerwalder Achat, auch Kellerwald-Achat oder Kellerwald-Jaspis, ist ein Schmuckstein, der im Gebiet des Kellerwaldes in Hessen vorkommt und dort heute noch verarbeitet wird. Der Zusatz Achat ist in diesem Falle eher ein Handelsname als die mineralogisch korrekte Ansprache.

## Mineralogie
Kellerwalder Achat ist eigentlich eine mikrokristalline Varietät von Quarz (SiO2), die durch feinverteilte Einschlüsse aus Hämatit dunkelrot bis rotbraun gefärbt (Eisenkiesel) und von weißen, ebenfalls mikrokristallinen Quarzadern durchzogen ist. Teilweise wird dieses Mineral-Aggregat auch als Jaspis oder besser „Trümmerjaspis“ bezeichnet.
Der Kellerwalder Achat findet sich vor allem in Form von Einschlüssen in Eruptivgesteinen im Kellerwald, aber auch im Ederschotter.
Steine von guter Qualität und ausgeprägter Zeichnung werden meist in der lokalen Edelsteinschleiferei bei Bergfreiheit nahe Bad Wildungen geschliffen und zu Schmuck verarbeitet.